# Liparis punctifera
Liparis punctifera är en orkidéart som beskrevs av Rudolf Schlechter. Liparis punctifera ingår i släktet gulyxnen, och familjen orkidéer.
Artens utbredningsområde är Sulawesi. Inga underarter finns listade i Catalogue of Life.